# The Gathering (Jorn)
The Gathering è la prima raccolta degli Jorn (la band dell'omonimo cantante Jørn Lande), pubblicata nel 2007, nello stesso giorno della pubblicazione di Unlocking the Past, una compilation gemella di cover.
Questa sorta di best of include molte tracce degli album solisti di Lande, alcune registrate nuovamente per l'occasione, altre re-mixate, ma trovano spazio anche parecchi estratti da band nelle quali il cantante aveva militato, come: Ark, Millennium, Vagabond e addirittura un brano estratto dalla collaborazione Allen/Lande.

## Tracce
1. "Something Real" (Lande/Jørn Viggo Lofstad|Lofstad) - 5:24 (ri-masterizzata)
  - da "Out to Every Nation"
2. "Gonna Find the Sun" (Lande/Micky Moody) - 3:08 (ri-masterizzata)
  - da "Once Bitten" (dei The Snakes)
3. "Bridges Will Burn" (Lande/Moren) - 5:33
  - da "Worldchanger"
4. "Young Forever" (Lande/Lofstad) - 4:50 (ri-masterizzata)
  - da "Out to Every Nation"
5. "Tungur Knivur" (Lande) - 6:17
  - da "Worldchanger"
6. "One Day We Will Put Out the Sun" (Lande/Lofstad) - 6:00 (ri-registrata)
  - da "Out to Every Nation"
7. "Sunset Station" (Lande/Moren) - 4:28
  - da "Worldchanger"
8. "Hourglass" (Lande/Ralph Santolla/Binder/Oliver Hanson) - 6:41
  - da "Hourglass"(dei Millennium)
9. "Gate of Tears" (Lande) - 4:52 (re-recorded)
  - da "Starfire"
10. "House of Cards" (Lande/Moren) - 4:57
  - da "Worldchanger"
11. "My Own Way" (Magnus Karlsson) - 4:45
  - da "The Battle" (Allen/Lande)
12. "Worldchanger" (Lande) - 4:49
  - da "Worldchanger"
13. "Abyss of Evil" (Lande) - 4:40 (ri-registrata)
  - da "Starfire"
14. "Where the Winds Blow" (Lande/John Macaluso/Tore Østby) - 4:44 (ri-registrata)
  - da "Ark" (degli Ark)
15. "Christine" (Lande) - 2:52
  - da "Worldchanger"

## Bonus Tracks
1. "Big" (Lande/Lofstad) - 3:39
  - da "Out to Every Nation"

## Band
- Jørn Lande - Voce
- Jørn Viggo Lofstad - Chitarre sui brani 1, 2, 4, 6, 9, 13, 14, 16
- Tore Moren - Chitarre sui brani 1, 3, 4, 5, 6, 7, 9, 10, 12, 13, 15
- Morty Black - Basso sui brani 1, 2, 6, 9, 13, 14
- Willy Bendiksen - Batteria sui brani 2, 6, 9, 13

### Special Guest
- Sid Ringsby - Basso sui brani 3, 5, 7, 10, 12, 15
- Jan Axel Blomberg - Batteria sui brani 3, 5, 7, 10, 12, 15
- Stian Kristoffersen - Batteria sui brani 1, 4, 14, 16
- Magnus Rosén - Basso sui brani 4, 16
- Ralph Santolla - Chitarra e tastiere sul brano 8
- Shane French - Chitarra sul brano 8
- Oliver Hanson - Batteria sul brano 8
- Manfred Binder - Basso sul brano 8
- Don Airey - Tastiere sul brano 8
- Magnus Karlsson - Chitarra, basso e tastiere sul brano 11
- Jaime Salazar - Batteria sul brano 11